# Bàn Giản
Bàn Giản là một xã thuộc huyện Lập Thạch, tỉnh Vĩnh Phúc, Việt Nam.
Xã Bàn Giản có diện tích 5,75 km², dân số năm 1999 là 4537 người, mật độ dân số đạt 789 người/km².